# Ghiacciaio Shoemaker
Il ghiacciaio Shoemaker è un ghiacciaio lungo circa 17 km situato nella parte nord-occidentale della Dipendenza di Ross, nell'Antartide orientale. Il ghiacciaio, il cui punto più alto si trova a circa 1000 m s.l.m., si trova sulla costa di Borchgrevink, nella parte centro-meridionale dei monti Southern Cross, dove fluisce verso sud-est costeggiando il versante meridionale dei colli Daley, fino a unire il proprio flusso a quello del ghiacciaio Aviator.

## Storia
Il ghiacciaio Shoemaker è stato mappato da membri dello United States Geological Survey (USGS) grazie a fotografie aeree scattate dalla marina militare statunitense nel periodo 1960-64, e così battezzato dal Comitato consultivo dei nomi antartici in onore del tenente Brian H. Shoemaker, della USN, un pilota di elicotteri della squadriglia VX-6 di stanza alla stazione McMurdo nel 1967.